# Melanagromyza dakarensis
Melanagromyza dakarensis este o specie de muște din genul Melanagromyza, familia Agromyzidae, descrisă de Spencer în anul 1959.
Este endemică în Senegal. Conform Catalogue of Life specia Melanagromyza dakarensis nu are subspecii cunoscute.